# Asperaxis karenae
Az Asperaxis karenae a virágállatok (Anthozoa) osztályának szarukorallok (Alcyonacea) rendjébe, ezen belül a Scleraxonia alrendjébe és a Melithaeidae családjába tartozó faj.
Alcsaládjának és nemének az egyetlen faja.

## Előfordulása
Az Asperaxis karenae előfordulási területe a Csendes-óceán délnyugati része.

## Megjelenése
A kifejlett kolónia széles, de vékony legyezőszerű alakot vesz fel.